# Portugál szonettek

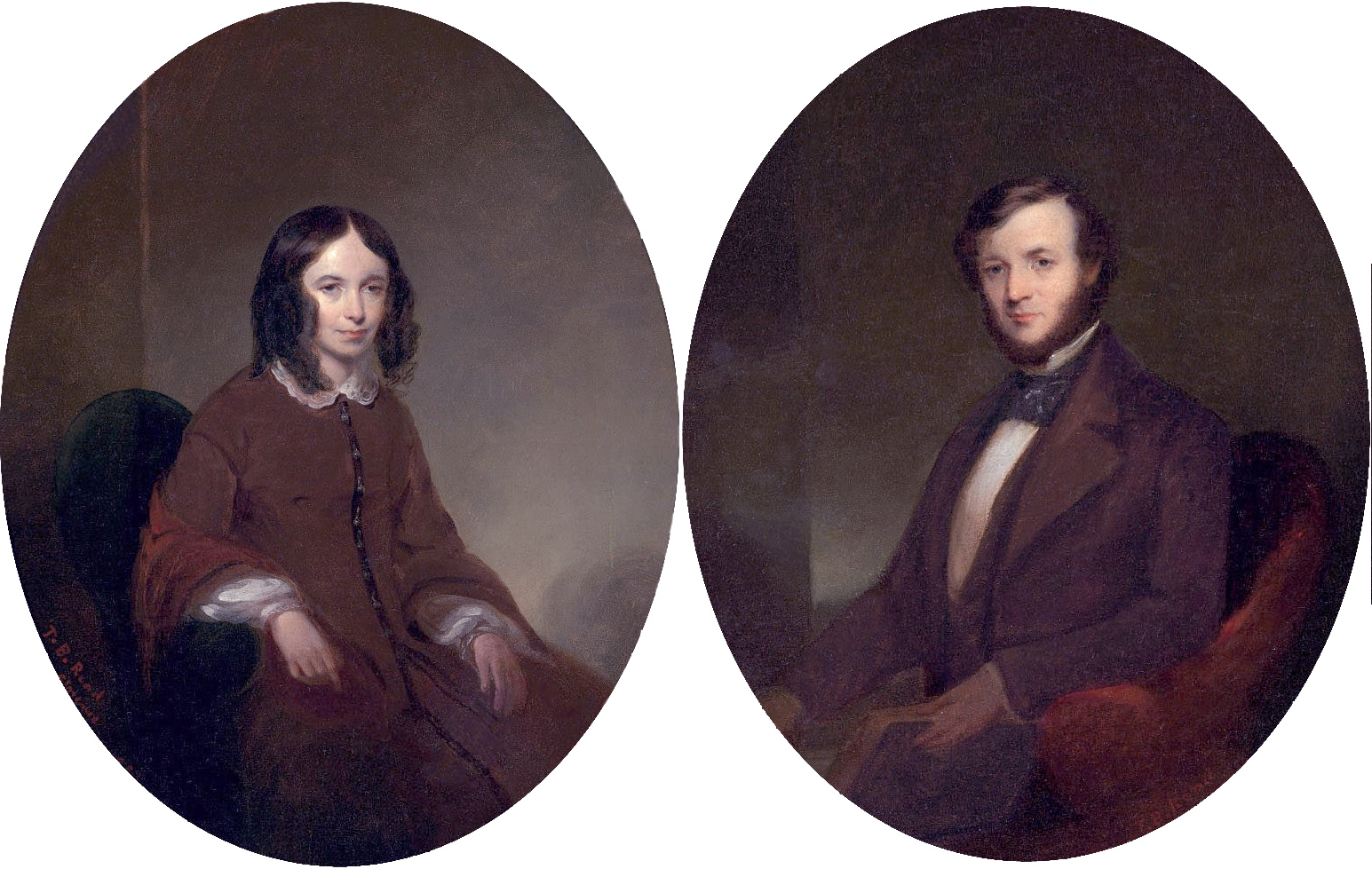
Thomas B. Read: Elizabeth Barrett Browning és férje, Robert Browning portréja

A Portugál szonettek (Sonnets from the Portuguese) Elizabeth Barrett Browning, viktoriánus korabeli angol költőnő leghíresebb műve. A 44 szerelmes szonettet tartalmazó gyűjtemény 1845-1846-ban íródott és 1850-ben adták ki először. Elizabeth kezdetben a szonettek publikálása ellen volt, mert nagyon személyesnek érezte ezeket. Férje, Robert Browning azonban úgy vélte, hogy ezek a legjobb angol nyelvű szonettek Shakespeare óta, és unszolta feleségét a kiadásukra. Kitalálták, hogy a bensőségesség megőrzése érdekében úgy lesznek majd feltüntetve a versek, mintha idegen nyelvből fordították volna őket. Elizabeth a gyűjteményt Bosnyák nyelvről fordított szonettek címmel tervezte megjelentetni, azonban Robert a szonettek fiktív eredeti nyelvének a portugált javasolta, valószínűleg Luís de Camões iránti csodálata és Robert beceneve miatt: „az én kis portugálom”. A cím egyben utalás a Les Lettres Portugaises (1669) című műre is.

## 1. szonett
| (angolul) "I I thought once how Theocritus had sung Of the sweet years, the dear and wished-for years, Who each one in a gracious hand appears To bear a gift for mortals, old or young; And, as I mused it in his antique tongue, I saw, in gradual vision through my tears, The sweet, sad years, the melancholy years, Those of my own life, who by turns had flung A shadow across me. Straightway I was ’ware, So weeping, how a mystic Shape did move Behind me, and drew me backward by the hair; And a voice said in mastery, while I strove: “Guess now who holds thee!”⁠—“Death!” I said. But there, The silver answer rang: “Not Death, but Love.” " | (magyarul)„I. Theokritosra gondoltam, s az Ének, ős-édes évek dala fájt fel újra, dús éveké, melyeknek mézes ujja osztotta kincsét fiatalnak, vénnek, – s így ringva habján antik ütemének, könnyemen át egy látomás borúja, múlt életem édesbús koszorúja, a lassú léptü, szép, szomoru évek dobtak rám árnyat. S éreztem, megáll mögöttem egy misztikus Idegen, s hajamnál fogva hátra ránt-cibál: „Szólj, ki vagyok?” – s én halkan felelem zord zengésű szavára: „A Halál.” S ezüst hang cseng rá: „Nem. A Szerelem”. ” |
| – (Kardos László fordítása) | |

## Magyarul
- Portugál szonettek; ford. Máté József; Pantheon, Bp., 1936
- Portugál szonettek; ford. Kardos László; Európa, Bp., 1957 (Janus-könyvek)
- Portugál szonettek; ford. König-Király Ágota; Apriori International, Székesfehérvár, 2008
- Portugál szonettek; ford., bev. Czike Sándor; Accordia, Bp., 2009